# Pagana fissifrons
Pagana fissifrons là một loài chân đều trong họ Trachelipodidae. Loài này được Budde-Lund miêu tả khoa học năm 1908.